# Dyżurny ruchu
Ten artykuł należy dopracować:

przedstawiono sytuację tylko z polskiej perspektywy – artykuł powinien być przekrojowy.
Pomóż go poprawić. Na stronie dyskusji mogą znajdywać się pomocne komentarze.

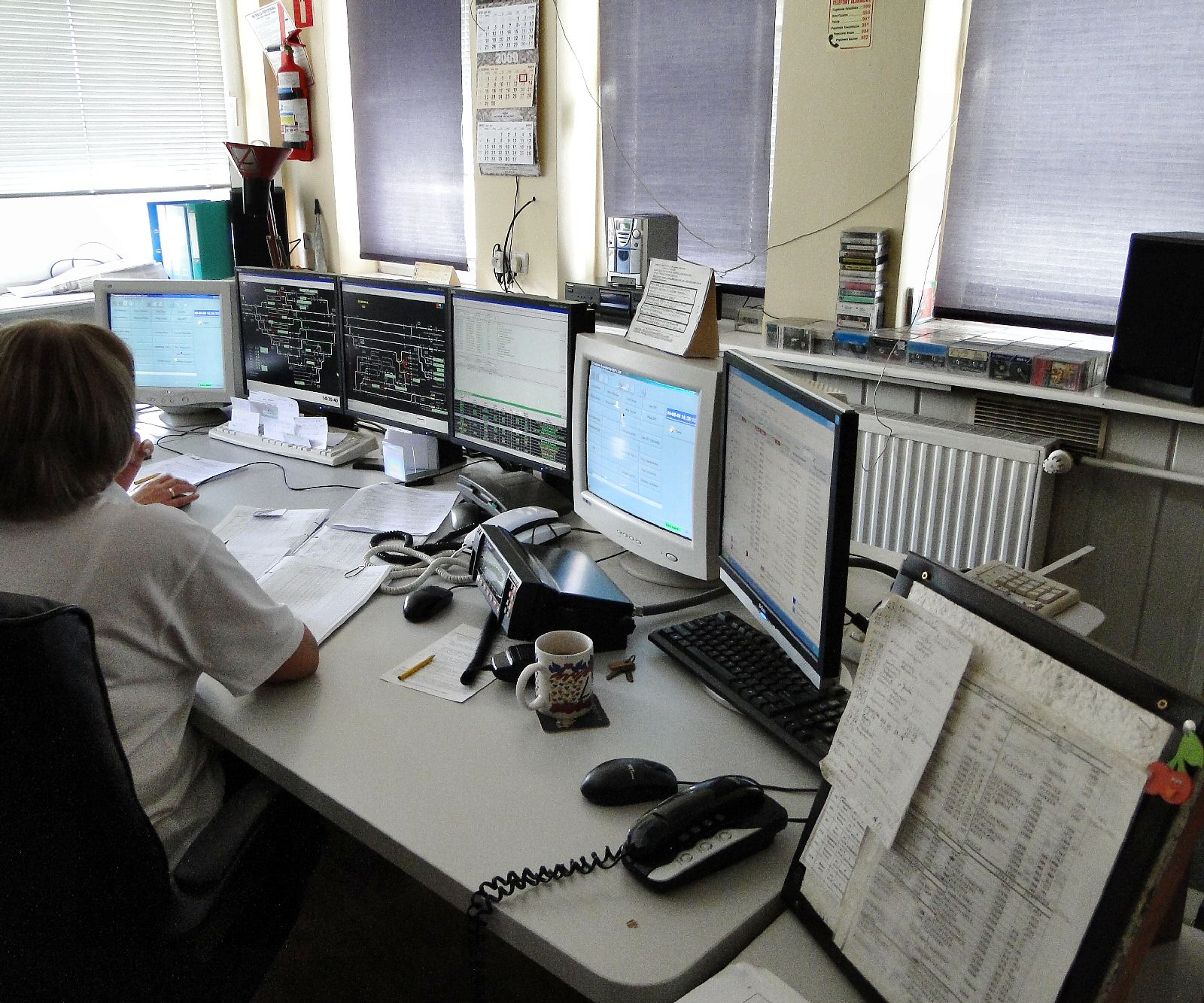
Nastawnia – miejsce pracy dyżurnego ruchu

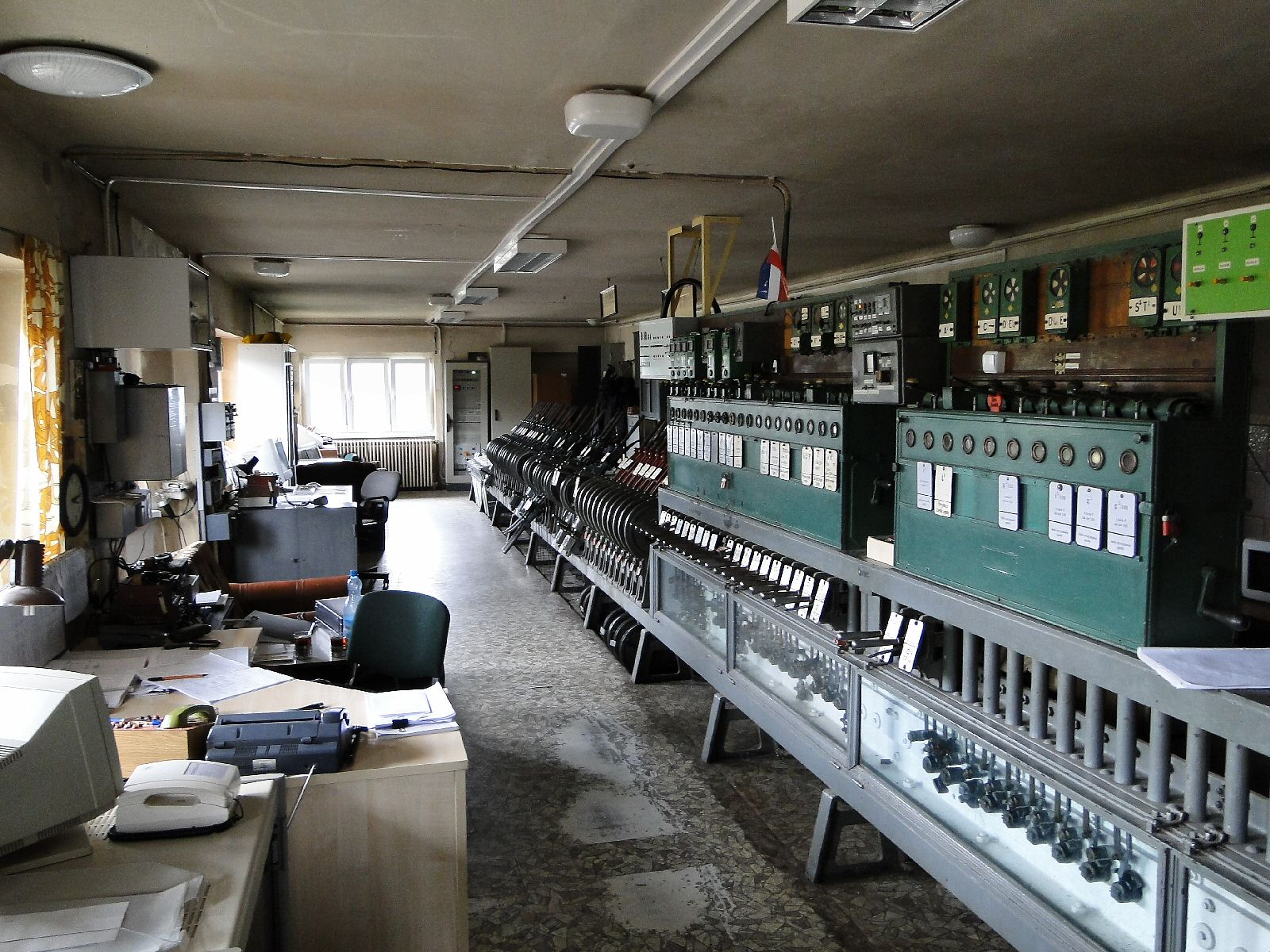
Nastawnia starszego typu; ruchem steruje się za pomocą aparatu blokowego

Dyżurny ruchu – wykwalifikowany pracownik kolei, którego głównym obowiązkiem jest prowadzenie ruchu na stacji i przyległych szlakach.
Pozostałe zadania dyżurnego ruchu to:
- obsługa urządzeń na posterunku ruchu;
- przygotowanie drogi przebiegu pociągu;
- powiadamianie dróżników na przejazdach kolejowo-drogowych o odjeździe pociągów;
- wydawanie ostrzeżeń i rozkazów pisemnych;
- obserwacja wjazdów, wyjazdów i przejazdów pociągów;
- podawanie sygnałów;
- organizacja pracy manewrowej na stacji;
- nadzór nad innymi pracownikami.

Miejscem pracy dyżurnego ruchu zazwyczaj jest nastawnia.

## Specjalizacje dyżurnych ruchu

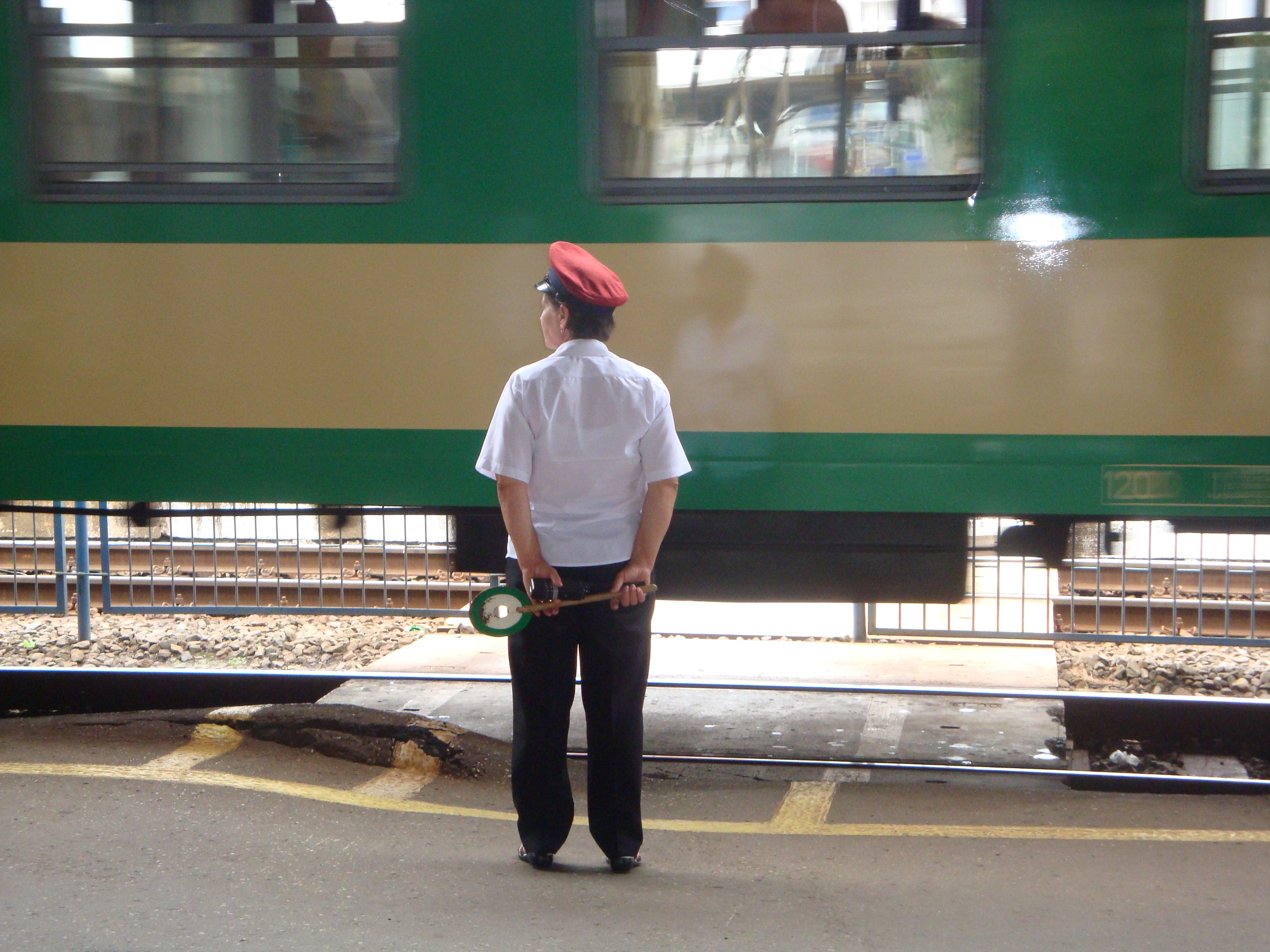
Dyżurna na stacji Bydgoszcz Główna

Kierujący prowadzeniem ruchu na stacji dyżurny ruchu, odpowiedzialnym za wszystkich pracowników kolei związanych z ruchem kolejowym na danej stacji albo w jej określonym rejonie oraz za ruch pociągów na stacji jest dyżurny ruchu dysponujący. Może mieć przydzielonych do pomocy dodatkowych pracowników:
- Dyżurny ruchu pomocniczy – wykwalifikowany pracownik kolei samodzielnie wykonujący część zadań dyżurnego ruchu dysponującego, np. prowadzi ruch na określonym szlaku, prowadzi dziennik ruchu i książkę przebiegów, obsługuje niektóre urządzenia albo powiadamia dróżników na przejazdach o odjeździe pociągu.
- Dyżurny ruchu manewrowy – wykwalifikowany pracownik kolei, podległy dyżurnemu ruchu dysponującemu, którego zadaniem jest organizowanie i nadzorowanie pracy manewrowej związanej z rozrządem i zestawianiem pociągów oraz obsługą punktów ładunkowych na stacji. Najczęściej dyżurny ruchu manewrowy zawiaduje pracą jednego rejonu manewrowego.
- Dyżurny ruchu peronowy – wykwalifikowany pracownik kolei, do którego obowiązków należy m.in. nadzór nad przygotowaniem pociągu do wyprawienia i wyprawianie go ze stacji za pomocą sygnału Rd1 Nakaz jazdy, wydawanie na polecenie dyżurnego ruchu dysponującego ostrzeżeń i rozkazów pisemnych. Stanowisko dyżurnego ruchu peronowego istnieje głównie na większych stacjach. Na pozostałych kompetencje dyżurnego ruchu peronowego posiada dyżurny ruchu dysponujący. Dyżurnym ruchu peronowym przysługuje umundurowanie i czapka koloru czerwonego w przeciwieństwie do innych dyżurnych, gdzie obowiązkowe umundurowanie zniesiono.